# Teloschistales
De dooiermosachtigen (Teloschistales) vormen een orde van de Lecanoromycetes uit de subklasse Lecanoromycetidae.
Tot deze orde behoren bepaalde soorten korstmossen.

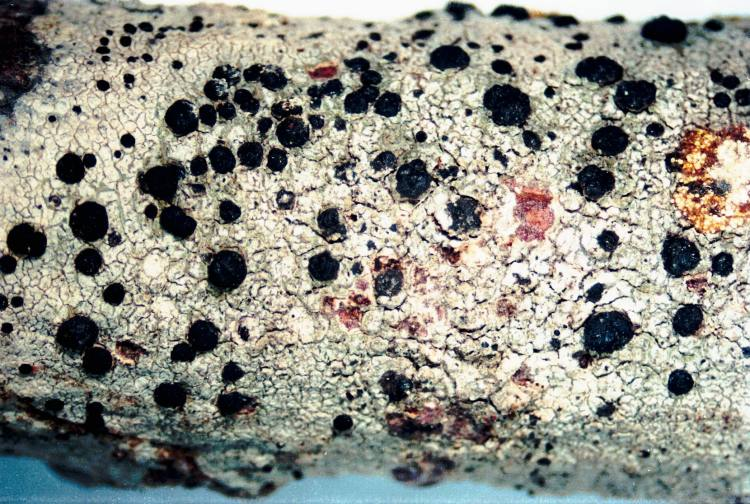
Buellia stillingiana met zwarte apothecia, epifytisch groeiend op een twijg

## Taxonomie
De taxonomische indeling van de Teloschistales is als volgt:
- Familie: Brigantiaeaceae
- Familie: Letrouitiaceae
- Familie: Megalosporaceae
- Familie: Teloschistaceae